# Two-Way Street
「Two-Way Street」（ツー・ウェイ・ストリート）は、ゴスペラーズ4作目のシングル。1996年3月1日にキューンミュージックから発売された。

## 解説
表題曲の「Two-Way Street」は、フジテレビのバラエティ番組『エンタメゆうえんち 東京移住計画』のエンディングテーマに使用されていた。また、前作「Winter Cheers!〜winter special/Higher」の3曲目はボーナス・トラックであったが、本作ではオリジナル・カラオケに変更されている。
発売当初8cmCDシングルであったが、2002年9月19日の再発売時に現在の仕様にあわせて12cmCDシングルで発売された。

## 収録曲
全編曲: 田辺恵二
1. Two-Way Street［4:48］
  - 作詞:からむし天気／作曲:ゴスペラーズ
2. 予感［4:56］
  - 作詞:ゴスペラーズ／作曲:竹林一敏
3. Two-Way Street（オリジナル・カラオケ）［4:45］